# Mauro Nespoli
Mauro Nespoli (Voghera, 22 de novembro de 1987) é um arqueiro italiano, campeão olímpico.

## Olimpíadas
Nos 2008, em Pequim conseguiu uma medalha de prata por equipes, apesar de não ter conseguido se classificar bem nas provas individuais, atingindo apenas a 58° posição.
Nos 2012, em Londres conseguiu seu primeiro ouro olímpico por equipes, e como na Olimpíada anterior não conseguiu uma boa colocação geral no individual, 33°. Nos jogos de 2020, em Tóquio, conquistou a medalha de prata no individual masculino.